# Separacija i evaluacija
Separacija i evaluacija (engl. Branch and bound, BB, B&B) je opšti algoritam za pronalaženje optimalnog rešenja za različite zadatke optimizacije, pogotovo u diskretnoj i kombinatoričkoj optimizaciji. Branch and bound algoritam se sastoji iz sistematičnog nabrajanja svih mogućih rešenja, gde se veliki podskupovi nepotrebnih kandidata masovno odbacuju, korišćenjem procenjene gornje i donje granice kolicine koja je optimizovana.
Ova metodu je prvi predstavio A.H. Land i A.G. Doig 1960. za diskretno programiranje.

## Generalni opis
Da bi se olakšao konkretan opis, pretpostavljamo da je cilj da se nađe minimalna vrednost za funkciju {\displaystyle f(x)} gde je {\displaystyle x} iz skupa {\displaystyle S} iz prihvatljivog ili mogućeg rešenja. Imajući na umu da može da se nađe maksimalna vredost f(x) tako što se nađe minimum iz {\displaystyle g(x)=-f(x)}.
Algoritam separacije i evaluacije zahteva dva procesa. Prvi je proces deljenja koji, imajući skup kandidata {\displaystyle S}, vraća dva ili više slična skupa {\displaystyle S_{1},S_{2}...} čija unija čini skup {\displaystyle S}. Imajući na umu da minimum fukcije {\displaystyle f(x)} iz skupa {\displaystyle S} je {\displaystyle \min\{v_{1},v_{2},\ldots \}}, gde je svako {\displaystyle V_{i}} minimum funkcije {\displaystyle f(x)} iz skupa {\displaystyle S_{i}}. Ovaj korak se zove grananje (engl. branching), pošsto njegova rekurzivna primena definiste strukturu stablo ciji su čvorovi podskupovi {\displaystyle S}.
Drugi proces je procedura koja izracunava gornju i donju granicu za minimalnu vrednost funkcije {\displaystyle f(x)} iz datog podskupa skupa {\displaystyle S}. Ovaj korak se zove spajanje' (engl. ).
Glavna ideja za BB algoritam je: ako je donja granica nekog cvora {\displaystyle A} veca od gornje granice nekog čvora {\displaystyle B}, onda {\displaystyle A} može bezbedno da se izbaci iz pretrage. Ovaj korak se zove orezivanje (engl. pruning), i obično se implementira tako sto se održava globalna varijabla {\displaystyle m} koji čuva minimum gornje granice koja je pronađena među trenutno proverenim. Bilo koj čvor čija je donja granica veća od od {\displaystyle m} može da se izbaci.
Rekurzija se zaustavlja kada se trenutni kandidat iz skupa {\displaystyle S} smanji na jedan element ili kada se gornja granica iz skupa {\displaystyle S} poklopi sa donjom granicom. Bilo koji element iz skupa {\displaystyle S} će biti minimum te funkcije iz skupa {\displaystyle S}.
Kada je {\displaystyle x} vektor iz {\displaystyle R^{n}}, algoritam separacije i evaluacije se spaja sa intervalnom analziom i ugovoračem technika da bi moglo da se obezbedi ograđivanje globalnog minimuma.

## Primene
Ovaj pristup se koristi za veliki broj NP-teških problema:
- Celobrojno programiranje
- Nelinearno programiranje
- Problem putujućeg prodavca (TSP)
- Problem kvadratne dodele
- Maksimalno zadovoljavajući problem (MAX-SAT)
- Pretrega za najbližim susedom (NNS)
- Problem sečenja zalihe
- Analiza lažne buke (FNA)
- Računarska filogenija
- Inverzija skupova
- Procene parametara

Algoritam separacije i evaluacije može takođe da bude baza za razne heuristike. Npr, jedan će možda hteti da prestane da se grana kada se raspon između gornje i donje granice manji od određenog praga. Ovo se koristi kada je rešenje "dovoljno dobro za praktične upotrebe" i može znatno da se smanji broj potrebnih računanja. Ovaj tip rešenja je posebno prihvatljiv kada je cena iskorišćene funkcije velika ili kada je rezltat statičkih procena i onda ne zna se precizno, ali se samo zna da se nalazi u rasponu vrednosti sa specifičnim mogućnostima. Primer njegovre priemene je u biologiji kada se vrsi kladistična analiza da bi se proracunao evolucioni odnos između organizama, gde su setovi podataka obično nepraktično veliki bez heuristike.
Iz ovog raloga, tehnike separacije i evaluacije se često koriste u algoritmu za pretragu stabla igre, najznačanije je u korišćenju alpha-beta orezivanja.

## Literatura
- Hansen, E.R. (1992). Global Optimization using Interval Analysis. New York: Marcel Dekker.
- Moore, R. E. (1966). Interval Analysis. Englewood Cliff, New Jersey: Prentice-Hall.  0-13-476853-1.
- Jaulin, L.; Kieffer, M.; Didrit, O.; Walter, E. (2001). Applied Interval Analysis. Berlin: Springer.  1-85233-219-0.